# کوه نستور (آلبرتا)
کوه نستور (به انگلیسی: Mount Nestor) یک کوه در کانادا است که در آلبرتا واقع شده‌است. کوه نستور ۲٬۹۷۰ متر بالاتر از سطح دریا واقع شده‌است.